# Malena Ratner
Malena Ratner (* 15. November 1995 in Argentinien) ist eine argentinische Schauspielerin und Tänzerin.

## Leben
In Argentinien geboren, zeigte Ratner schon in jungen Jahren eine große Leidenschaft fürs Singen, Tanzen und Schauspielern. Von 2014 bis 2015 spielte sie über zwei Folgen und mehreren Dance Alongs eine Tänzerin in der Serie Violetta. Im Juni 2015 wurde bekannt gegeben, dass Ratner die Rolle der Delfina „Delfi“ Alzamendi in der lateinamerikanischen Disney Channel Telenovela Soy Luna spielen würde.
Sie ist mit dem Schauspieler José „El Purre“ Giménez Zapiola liiert.

## Filmografie
- 2014–2015: Violetta (Tänzerin)
- 2016–2018: Soy Luna (Fernsehserie, 220 Folgen)
- 2020: Beinahe glücklich (Casi feliz, Fernsehserie, Folge 1x04)
- 2020: BIA (Fernsehserie, 10 Folgen)
- 2021: El Niño Dios
- 2021: Mi Amigo Hormiga (Fernsehserie, 12 Folgen)
- 2023: FreeKs